# 1714
1714. је била проста година.

## Догађаји

### Март
- 7. март — Споразум у Раштату

### Август
- 1. август — Краљица Ана умире, а Георге Лудвиг фон Брауншвиг-Лунебург, кнез-изборник Хановера, наслеђује је као краљ Џорџ I од Велике Британије и Ирске. Анина смрт окончава владавину династије Стјуарт, јер њен полубрат Џејмс Френсис Едвард Стјуарт, најстарији син Џејмса II од Енглеске, није испуњавао услове за британски трон на основу Закона о наслеђивању из 1701. године, који члановима римокатоличке цркве није дозвољавао да постану монарси.
- 7. август – Битка код Гангута

### Септембар
- 7. септембар — Цар Карло VI потписао је у Рахстату са Французима Баденски мир којим је окончан Рат за шпанско наслеђе, а Французима су припали Алзас и Стразбур.
- 11. септембар — Након 14 месеци опсаде, бурбонска војска је заузела Барселону у Рату за шпанско наслеђе.

## Смрти

### Август
- 1. август — Краљица Ана од Велике Британије (*1665)